# Show Boat en furie
Pour plus de détails, voir Fiche technique et Distribution.
Show Boat en furie (The Naughty Nineties) est un film américain réalisé par Jean Yarbrough, sorti en 1945. 
Il met en scène le duo comique Abbott et Costello.

## Synopsis
Dexter et Sebastian doivent reprendre les choses en main lorsque le capitaine de leur péniche perd sa place au jeu... en transformant le bateau en casino flottant!

## Fiche technique
- Titre : The Naughty Nineties
- Titre français: Show Boat en furie
- Réalisation : Jean Yarbrough
- Scénario : Edmund L. Hartmann, John Grant, Edmund Joseph, Hal Fimberg et Felix Adler
- Photographie : George Robinson
- Montage : Arthur Hilton
- Producteurs : John Grant, Edmund L. Hartmann et Milton Feld
- Société de production : Universal Pictures
- Pays d'origine :  États-Unis
- Format : Noir et blanc — 35 mm — 1,37:1 — Son : Mono
- Genre : Comédie
- Durée : 76 minutes
- Date de sortie : 1945

## Distribution
- Bud Abbott : Dexter Broadhurst
- Lou Costello : Sebastian Dinwiddle
- Alan Curtis : M. Crawford
- Rita Johnson : Bonita Farrow
- Henry Travers : Capitaine Sam Jackson
- Lois Collier : Mlle Caroline Jackson
- Joe Sawyer : Bailey

Acteurs non crédités
- John Hamilton : Shérif d'Ironville
- Lillian Yarbo : Effie